# جام باشگاه‌های زنان آسیا ۲۰۲۲
جام باشگاه‌های زنان آسیا ۲۰۲۲ سومین دورهٔ جام باشگاه‌های زنان آسیا که توسط کنفدراسیون فوتبال آسیا برگزار می شود.
این مسابقات در دو منطقه شرق و غرب آسیا برگزار می گردد. بازیهای منطقه شرق آسیا در یک گروه سه تیمی به میزبانی کشور تایلند برگزار شد که در نهایت نماینده کشور میزبان موفق شد راهی مسابقه فینال شود.
بازیهای منطقه غرب آسیا نیز قرار بود در یک گروه چهار تیمی به میزبانی کشور ازبکستان برگزار شود که با توجه به انصراف نماینده اردن و همچنین حذف نماینده هند از این مسابقات، نهایتاً با حضور دو تیم برگزار شد.
تیم فوتبال زنان خاتون بم، قهرمان لیگ برتر فوتبال زنان ایران نماینده ایران در این مسابقات بود که پس از کسب یک تساوی و یک شکست مقابل میزبان منطقه غرب آسیا، از صعود به مسابقه فینال باز ماند.

## تیم های حاضر در مسابقات
| تیم                | روش حضور                                 | حضور (آخرین) |
| ------------------ | ---------------------------------------- | ------------ |
| تایچانگ بلو وال    | قهرمان لیگ فوتبال مولان زنان تایوان ۲۰۲۱ | ۱            |
| آی اس پی ای        | قهرمان لیگ ملی زنان میانمار ۲۰۲۱         | ۱            |
| کالج محققین آسیایی | قهرمان لیگ برتر فوتبال کره شمالی ۱۹۸۵    | ۱            |

| تیم           | روش حضور                                         | حضور (آخرین) |
| ------------- | ------------------------------------------------ | ------------ |
| خاتون         | قهرمان لیگ برتر فوتبال زنان ایران ۲۲–۲۰۲۱        | ۱            |
| سوگدیونا جیزک | قهرمان مسابقات قهرمانی فوتبال زنان ازبکستان ۲۰۲۱ | ۱            |
| گوکولام کرالا | قهرمان مسابقات قهرمانی فوتبال زنان هند ۲۰۲۱      | –            |
| ارتدوکس       | قهرمان مسابقات قهرمانی فوتبال زنان اردن ۲۰۲۱     | –            |

- تیم ارتدوکس اردن از مسابقات انصراف داد.
- بخاطر شیوع ویروس کرونا در کشور هند به دستور فیفا این کشور نباید در هیج رقابتی مسابقه میداد بخاطر همین تیم گوکولام کرالا هند از مسابقات کنار گذاشته شد.

## مرحله گروهی

### منطقه شرق

#### گروه A
| رتبه | تیم                    | بازی | برد | مساوی | باخت | گل زده | گل خورده | گل تفاضل | امتیاز | صلاحیت        |
| ---- | ---------------------- | ---- | --- | ----- | ---- | ------ | -------- | -------- | ------ | ------------- |
| ۱    | کالج محققین آسیایی (H) | ۲    | ۱   | ۱     | ۰    | ۲      | ۰        | ۲+       | ۴      | صعود به فینال |
| ۲    | تایچانگ بلو وال        | ۲    | ۱   | ۱     | ۰    | ۳      | ۲        | ۱+       | ۴      |               |
| ۳    | آی اس پی ای (E)        | ۲    | ۰   | ۰     | ۲    | ۲      | ۵        | ۳−       | ۰      |               |

| آی اس پی ای                           | ۲–۳   | تایچانگ بلو وال                              |
| ------------------------------------- | ----- | -------------------------------------------- |
| - خین مارلار تون ۳۴' - شوی یی تون ۵۷' | گزارش | - سو یو هسوان ۲۹'، ۶۱' - سیلاوان اینتامی ۳۳' |

| کالج محققین آسیایی                              | ۲–۰   | آی اس پی ای |
| ----------------------------------------------- | ----- | ----------- |
| - یورایپورن یونگکول ۱۴' - کانیانات چتهابوتر ۳۳' | گزارش |             |

| تایچانگ بلو وال | ۰–۰   | کالج محققین آسیایی |
| --------------- | ----- | ------------------ |
|                 | گزارش |                    |

### منطقه غرب

#### گروه B
| تیم           | بازی | برد | مساوی | باخت | زده | خورده | تفاضل | امتیاز |
| ------------- | ---- | --- | ----- | ---- | --- | ----- | ----- | ------ |
| سوگدیونا جیزک | ۲    | ۱   | ۱     | ۰    | ۲   | ۱     | ۱+    | ۴      |
| خاتون         | ۲    | ۰   | ۱     | ۱    | ۱   | ۲     | ۱–    | ۱      |

| خاتون     | ۱–۱   | سوگدیونا جیزک        |
| --------- | ----- | -------------------- |
| قنبری ۵۶' | گزارش | کمالی ۲۰' (گل‌به‌خودی) |

| سوگدیونا جیزک          | ۱–۰   | خاتون |
| ---------------------- | ----- | ----- |
| - شهنوزا کوربونووا ۳۲' | گزارش |       |

سوگدیونا جیزک با نتیجه ۲–۱ در مجموع دو بازی به پیروزی رسید.

## فینال
| کالج محققین آسیایی | لغو شد | سوگدیونا جیزک |
| ------------------ | ------ | ------------- |
|                    |        |               |